# Husaren-Regiment „Fürst Blücher von Wahlstatt“ (Pommersches) Nr. 5

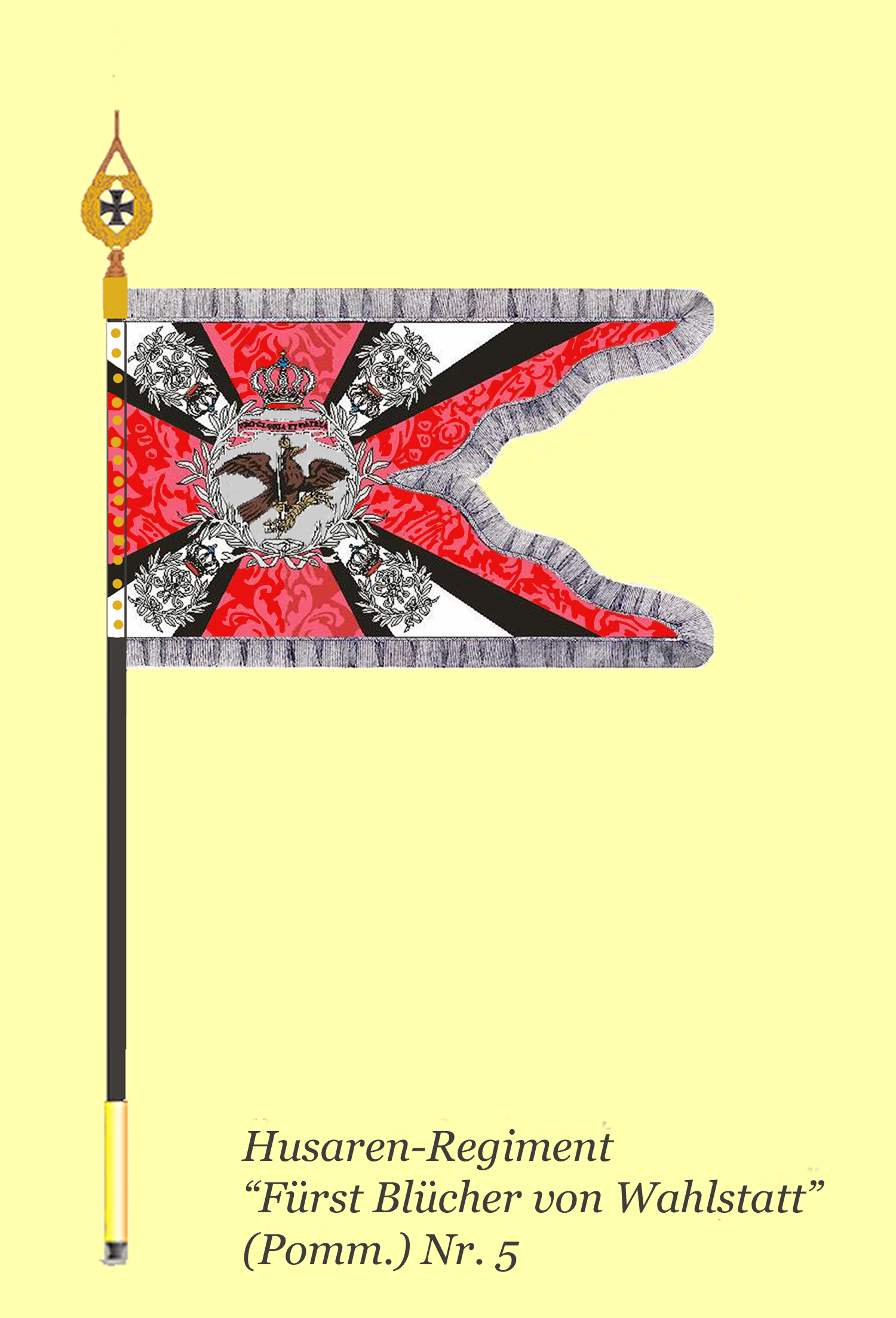
Regimentsfahne

Das Husaren-Regiment „Fürst Blücher von Wahlstatt“ (Pommersches) Nr. 5 war ein Kavallerieverband der preußischen Armee. Am 23. September 1886 wurde es durch AKO in Traditionsfolge des alt-preußischen Husarenregiments Nr. 8 gestellt und der 16. Januar 1758 als Stiftungstag bestimmt.

## Benennung
Das Regiment führte von 1758 bis 1759 die Stammnummer 9, von 1759 bis 1760 die Nr. 8, ab 1808 die Nr. 5.
| 16. Oktober 1807  | Husaren-Brigade Blücher                                          |
| 7. September 1808 | Pommersches Husaren-Regiment (Blücher)                           |
| 5. November 1816  | 5. Husaren-Regiment (Pommersches)                                |
| 10. August 1828   | 5. Husaren-Regiment                                              |
| 16. Dezember 1842 | 5. Husaren-Regiment (Blüchersche Husaren)                        |
| 4. Juli 1860      | Pommersches Husaren-Regiment (Blüchersche Husaren) Nr. 5         |
| 27. Januar 1889   | Husaren-Regiment Fürst Blücher von Wahlstatt (Pommersches) Nr. 5 |

## Geschichte

### Husarenregiment Nr. 8
Während des Siebenjährigen Krieges am 16. Januar 1758 erhielt der Major von Belling die Genehmigung von Friedrich II. im Halberstädtischen ein Husaren-Regiment zu werben. Es erhielt die Stärke von 5 Eskadrons und die Stammnummer 9. Im Jahr 1759 erhielt es die Stammnummer 8. Das Husaren-Regiment Nr. 7 wurde nach der Kapitulation bei Maxen aufgelöst und das damalige Husaren-Regiment Nr. 8 erhielt dessen Nummer. Im Jahr 1761 wurde es auf 10 und dann auf 15 Eskadronen aufgestockt. Nach dem Frieden von 1763 wurde es auf 10 Eskadronen in 2. Bataillons reduziert. Im Vierten Koalitionskrieg musste das Regiment bei Ratekau kapitulieren.

### Nach 1807
Die Soldaten konnte aber alle aus der Gefangenschaft entfliehen und sich bis Königsberg in Preußen durchschlagen, auch konnte sich das Depot retten und man bildete wieder eine geschlossene Abteilung. Durch AKO wurde daraus am 16. Oktober 1807 die Husaren-Brigade Blücher mit 4 Eskadronen. Am 7. September 1809 wurde aus der Brigade dann ein Regiment. Die 1. und 3. Eskadron nahmen an Napoleons Russlandfeldzug von 1812 teil und wurden dort vernichtet. Im Frühjahr 1813 wurde das Regiment in Cörlin wieder aufgefüllt. Am 7. Mai 1815 musste das Regiment die 4. Eskadron an das Husaren-Regiment Nr. 9 abgeben. Am 7. Mai 1860 wurde die 5. Eskadron an das Dragoner-Regiment Nr. 7 versetzt. Am 27. September 1866 ging die 2. Eskadron an das Dragoner-Regiment Nr. 11, am 1. Mai 1867 wurde es dann auf 5 Eskadronen vergrößert.

## Standorte
- 1758 im Halberstädtischen und dann bis 1763 im Feld
- 1763 Stolp und dann bis 1890 in Hinterpommern
- 1890 bis 1901 Schlawe
- ab 1901 in Stolp

Von 1795 bis 1805 stand das II. Bataillon in Westfalen an der Demarkationslinie. Im Jahr 1805 und nochmal 1815 bis 1817 was das ganze Regiment in Westfalen, von 1871 bis 1873 befand es sich bei der Okkupationsarmee in Frankfurt.

## Gefechtskalender

### Siebenjähriger Krieg
1758Das Regiment kämpfte in den Gefechten bei Asch, Reichstadt, Freiberg und Lockwitz.
1759Es kämpfte im Gefecht bei Sebastiansberg, dem Sturm auf Komotau, den Gefechten bei Brinnersdorf, Asch, Nagel, Hochkirch, der Schlacht bei Kunersdorf und dem Gefecht bei Kunow.
1760Es nahm am Überfall auf Anklam, den Gefechten bei Demmon, am Kabelpaß, Jagow, Fredersdorf, Taschenberg und Zarnewanz teil.
1761Das Regiment nahm an den Gefechten bei Berchen, am Kabelpaß teil sowie dem Überfall bei Spantekow, den Gefechten am Röpnacker Paß, bei Rühlow, bei Neubrandenburg, am Klempenower Paß, am Breester Paß, bei Anklam und Basedow.
1762In diesem Jahr kämpfte er in den Gefechten bei Auerbach, Komotau, Dux, Teplitz sowie bei Reichenbach und in der Schlacht bei Freiberg

### Bayerische Erbfolgekrieg
1778In diesem Feldzug kam es bei Gabel ins Gefecht.

### Holländischer Feldzug
1787 Preußischer Einmarsch in Holland

### Erster Koalitionskrieg
1793Das Regiment kämpfte in den Gefechten bei Roermonde, bei St. Amand und Hasnon, Bourignie, Gruson, Lanoy, Peronne, Frisange, St. Ingbert, Bischmisheim, Waldmoor sowie der Schlacht bei Kaiserslautern und vor Landau.
1794Das Regiment kämpfte in diesem Jahr bei den Gefechten bei Kreuznach, Marschheim, Hirxheim, Grünstadt, bei Neidenfeld, Kirrweiler und Edenloben, Edenkoben, Edesheim und Edenkoben, Malzberg und Moorlautern.

### Vierter Koalitionskrieg
1806Das Regiment kämpfte in der Schlacht bei Auerstedt, und auf dem Rückzug im Gefecht bei Lychen und bei Lübeck, um bei letztlich bei Radkau zu kapitulieren. Anschließend konnten aber alle Gefangenen entkommen und sich nach Königsberg durchschlagen.
1807Einzelne Abteilungen nahmen an der Verteidigung von Danzig und Graudenz teil. Als Teil des Korps l'Estocq kämpfte es bei Mohrungen und Heilsberg. Als Teil des Blücherschen Korps wurde es danach auf Rügen und in Schwedisch-Pommern eingesetzt.

### Russlandfeldzug 1812
Für den Feldzug wurden aus dem 1. und 3. Eskadron des Husaren-Regiment Nr. 5 sowie dem 3. und 4. Husaren-Regiment Nr. 3 das kombinierte Husaren-Regiment Nr. 2 gebildet. Das Regiment sollte dann dem Korps Yorks zugeordnet werden, stattdessen kam er zur Grande Armée in die Division Bruyeres. Mit der Division kämpfte das kombinierte Regiment bei Koschiany, Ostrowo, Witebsk, Paniszami und der Schlacht bei Smolensk. Dann befand es sich bei Rupki, Kolzkoi und dann bei Borodino. Die Reste kämpften dann noch bei Krimskoye und Tschernitschnja, danach war das Regiment bis auf wenige Mann vernichtet.

### Befreiungskriege
1813Die zurückgelassen 2. und 4. Eskadron kamen in das Corps des General Tauentzien und nahmen an der Belagerung von Stettin teil. Nach dem Auffüllen der fehlenden Eskadrons kam es dann zur 4. Division des III. Armeekorps. Damit kämpfte es bei Großbeeren, dem Gefecht bei Thießen, dann bei den Schlachten bei Dennewitz und Leipzig. Danach nahm es noch am Überfall bei Wesel teil.
1814In diesem Feldzug wurde es der 5. Brigade des III. Armeekorps zugewiesen. Die Einheit kämpfte im Gefecht bei Hoogstraten, Antwerpen und Lier. Später kämpfte es bei Maubeuge und vor Conde.
1815Nach der Rückkehr Napoleons wurde er dann der Reserve-Kavallerie des II. Armeekorps zugeordnet. Damit kämpfte es bei Ligny und Belle Alliance dann bei der Verfolgung bei Namur (Gembloux) und Versailles.

### Polen
Während der Unruhen in Polen im Jahr 1848 nahm er an den Gefechten bei Strelno und Sokolowo teil.

### Deutscher Krieg
Im Jahr 1866 kam es zur 3. Infanterie-Division des II. Armeekorps. Damit kämpfte es bei Gitschin und Königgrätz.

### Deutsch-Französischer Krieg
Das Regiment wurde in die 4. Kavallerie-Brigade der 2. Kavallerie-Division zugewiesen. Damit nahm er an der Schlacht bei Sedan teil. Er kämpfte bei Petit Bicetre und Chatillon, den Scharmützel bei Marolles, den Gefechten bei Artenay, La Ferte, St.Aubin, Erkundung bei Lailly und dem Wald von Marchenoir. Ferner nahm es am Gefecht von Coulmier, der Schlacht bei Orleans sowie dem Gefecht bei Meung und der Beaugency, dazu den Gefechten bei St.Amand, St.Denis und der Belagerung von Paris.

## Regimentschefs
- Oberst Nikolaus von Rauch als Kommandeur des Stolper Husaren-Regiments bei den Trauerfeierlichkeiten für Queen Victoria in London (1901)1758 bis 1780 von Belling
- 1780 bis 1786 von Hohenstock
- 1786 bis 1787 von der Schulenburg
- 1787 bis 1793 Graf von der Goltz
- 1794 bis 1819 von Blücher
- 1843 bis 1866 Graf Nostitz
- 1872 bis 1890 Hann von Weyhern

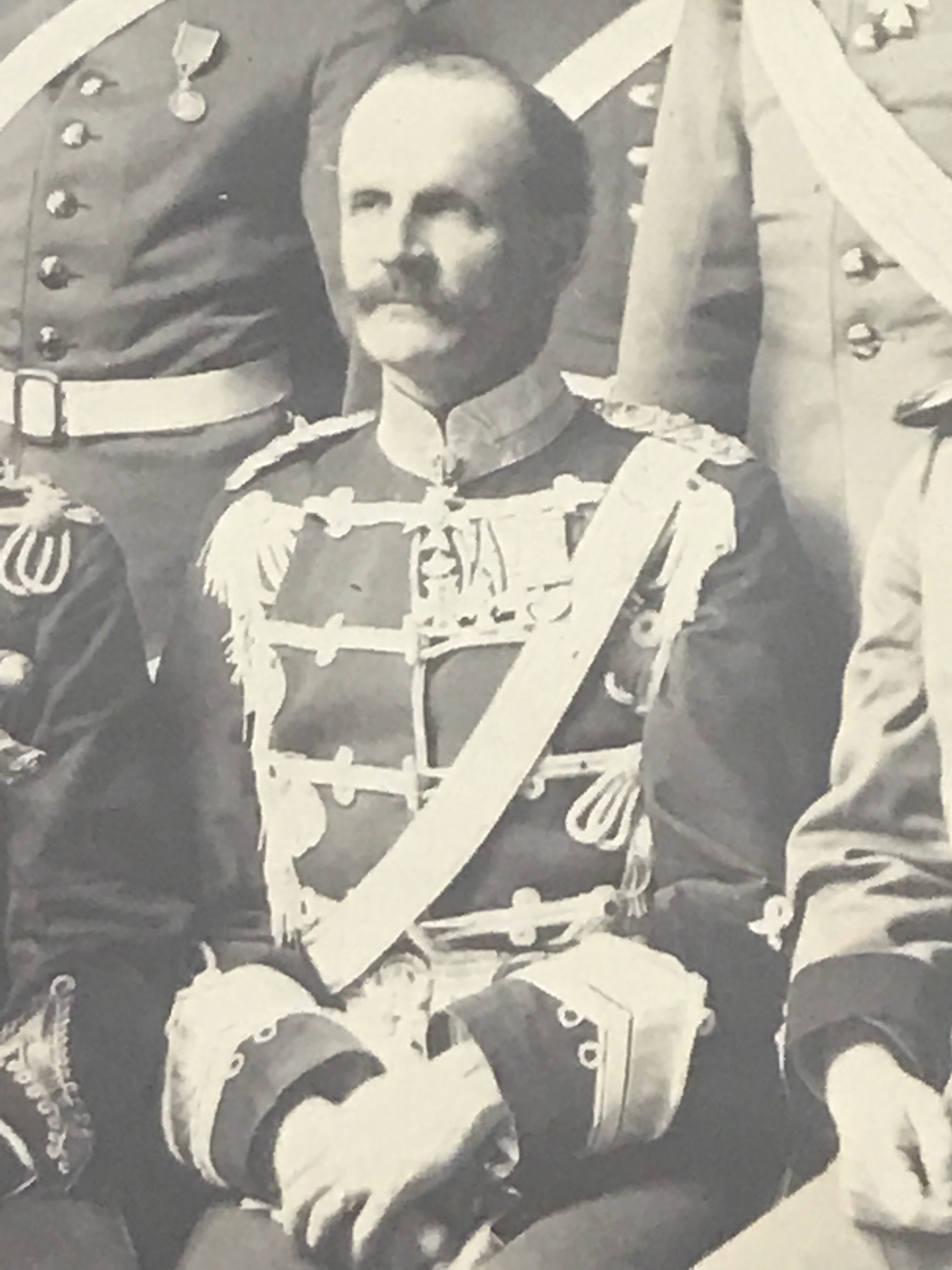
Oberst Nikolaus von Rauch als Kommandeur des Stolper Husaren-Regiments bei den Trauerfeierlichkeiten für Queen Victoria in London (1901)

Ab dem 25. Januar 1883 bis zu seinem Tod am 6. Mai 1910 auch Albert Edward, Prince of Wales, seit 22. Januar 1901 König Eduard VII. von Großbritannien und Irland, Kaiser von Indien.

## Kommandeure
| Dienstgrad                  | Name                                     | Datum                                                       |
| --------------------------- | ---------------------------------------- | ----------------------------------------------------------- |
| Major                       | Ernst Friedrich von Garten († 1820)      | 1807 (1812 als Oberstleutnant pensioniert)                  |
| Oberst                      | von Sydow                                | Februar 1809 bis zum 22. März 1809                          |
| Oberst                      | Johann Wilhelm von Czarnowsky            | 8. April 1809 (1812 in russischer Gefangenschaft gestorben) |
| Major/Oberstleutnant/Oberst | Hans von Thümen                          | 5. Februar 1813                                             |
| Oberstleutnant/Oberst       | von Arnim                                | 29. März 1815 bis zum 30. März 1830                         |
| Oberst                      | Graf zu Münster-Meinhövel                | 30. März 1830 bis zum 29. Januar 1836                       |
| Oberst                      | Graf von Schack                          | 29. Januar 1836 bis zum 6. April 1842                       |
| Oberstleutnant              | Ludwig von Voß (1793–1849)               | 1842 (starb am Cholera)                                     |
| Oberst                      | Karl von Pfuhl                           | 30. August 1849 bis zum 1. Januar 1856                      |
| Major                       | Ernst von Stangen                        | 1854 m.d.F.B                                                |
| Oberst                      | Hann von Weyhern                         | 1856                                                        |
| Oberst                      | von Flemming                             | 12. Mai 1860 bis zum 30. Oktober 1866                       |
| Oberstleutnant              | Franz Karl Hermann Alexander von Somnitz | 30. Oktober 1866                                            |
| Oberst                      | Freiherr von Salmuth                     | 13. April 1868                                              |
| Oberst                      | Heinrich von Thiele                      | 13. Juni 1875                                               |
| Oberst                      | Albert von Schlick                       | 13. Mai 1883 (Oberst a. D.)                                 |
| Oberst                      | Ludolf von Jagow                         | 18. August 1885 (Oberst a. D.)                              |
| Oberst                      | Hans von Thümen                          | 3. Dezember 1887                                            |
| Oberst                      | Magnus von Natzmer                       | 17. April 1888                                              |
| Oberst                      | Eugen von Homeyer                        | 20. Mai 1893 (Oberst a. D.)                                 |
| Oberst                      | v. Zitzewitz                             | 1895                                                        |
| Oberst                      | Nikolaus von Rauch                       | 15. Juni 1899 bis zum 23. April 1904                        |
| Oberst                      | v. Bitter                                | 1904                                                        |